# ホンダ・ジェイド (オートバイ)
ジェイド（JADE）は本田技研工業がかつて製造販売したオートバイである。

## 車両解説
1991年3月8日発表、同月15日発売。型式名MC23。CBシリーズ排気量250ccクラスのネイキッドモデルでJADEは英語で翡翠（ヒスイ）を意味する。
基本コンポーネンツは同時期に併売されていたMC22型CBR250RRと共用が多く、搭載されるMC14E型水冷4ストロークカムギアトレーン4バルブDOHC4気筒エンジンも共用であるが、キャブレターをVP20型4基からVP21型4基とした上で吸排気系ならびにバルブリフト量を変更し、マイルドで扱いやすい中低速トルク重視のチューニングを施された。また6速マニュアルトランスミッションもCBR250RRと共用であるが、2次減速比のみ本モデルでは3.058→3.000へ変更された。
車体はフレームがダブルクレードル。サスペンションは前輪をテレスコピック、後輪をスイングアームとした。
ブレーキは前後ともシングルディスク。前輪が100/80-17 52S、後輪が140/70-17 66Sのバイアスタイヤを装着する。

### 遍歴
1991年3月8日発表、同月15日発売
モデルコード：CB250FM 車体番号：MC23-100**** -
- カラーリングはタスマニアグリーンメタリック・グラニットブルーメタリック・キャンディブルゴーニュレッドを設定。

1992年3月19日発表、同年4月7日発売
モデルコード：CB250FN 車体番号：MC23-110**** -
スポーティなスタイルの「JADE/S（ジェイド・スラッシュエス）」を追加。前後ホイールリムをブラック仕上げ、カラーリングをブラック／ミースブルーメタリック・キャンディブルゴーニュレッド／ブラックのツートーンとした上で以下のマイナーチェンジを実施。
- 燃料タンクHONDAロゴ下にSuper Quarterロゴを追加
- ヘッドライト常時点灯化に伴いヘッドライトスイッチを廃止
- エンジンにグレーメタリック塗装を施工
- シリンダーヘッドカバー・左側クランクケースカバーをバフ仕上げに変更
- 右側クランクケースACジェネレーターカバーをスピンバフ風仕上げに変更
- ラジエーター両サイドにバフ仕上げのメタルプレートをセット
- シート表皮を変更しタンデム部シート縁にパイピングを追加
- 異型だった速度計・タコメーターを同径にした上でメーターボディにクロムメッキ処理を施工
- 前後ブレーキキャリパーをブラック仕上げに変更

1993年5月28日発表、同年6月10日発売
モデルコード：CB250FP 車体番号：MC23-120**** -
以下のマイナーチェンジを実施。
- カラーリングを変更
  - 新規：ヴォーテクスパープルメタリック・ブラック
  - 廃止：グラニットブルーメタリック・キャンディブルゴーニュレッド
- ホイールリムを1990年モデル同様のポリッシュ仕上げに変更
- ロゴ設置場所を変更
  - 車名：サイドカバー→燃料タンクHONDAロゴ下
  - Super Quarter：燃料タンクHONDAロゴ下→サイドカバー
- シート表皮を変更

1996年
後継となるホーネット発売に伴い生産終了。